# Agrostis eriolepis
Agrostis eriolepis é uma espécie de gramínea do gênero Agrostis, pertencente à família Poaceae.